# 兄弟 (2007年電影)
《兄弟》（英語：Brothers）是一部於2007年上映的香港電影，由趙崇基擔任執導，以及由劉德華、黃日華、苗僑偉、陳奕迅、湯鎮業等擔任演出；该片除了在香港取景拍攝之外，還有在泰國曼谷取景拍攝。
本片為劉德華提議，像當年《五虎將之決裂》那樣重聚無綫五虎將合拍的作品，但梁朝偉因為拍攝《色，戒》，未參與此片。

## 故事大綱
警探劉進奎（劉德華 飾）致力打擊香港幫會的非法活動，以往以「義字當頭」的兄弟之情已改頭換面為「利字當頭」，在打擊過程中，奎目睹了不少兄弟間猜疑不信任的互鬥過程……
譚頌堯（苗僑偉 飾）及譚頌舜（陳奕迅 飾）兩兄弟年幼時被父親譚順天（王志文 飾）安排分隔兩地，兩兄弟會被安排分隔兩地的原因是父親有一次找道士算命時說堯和舜長大後，可能會發生玄武門之變，也就是兄弟相殘的局面。堯長大後接任父親幫會老大之位，銳意改革幫會成為正當企業，可是幫會內的嚴國驅（湯鎮業 飾）暗地裡幹著不法勾當。多年後家庭突變，堯跟舜兩兄弟再次走在一起……
堯一連串的佈局令親信兼情婦莊晴（黃奕 飾）及頭號戰將阿鬼（黃日華 飾）帶舜逃往泰國，並故意讓舜徘徊生死邊緣，表面看來是堯佈局想害死舜以正自己接管譚家幫的名分，實際上是堯身患不治之症已時日無多並打算傳位給舜，以各種猜忌及追殺等極端方式教導舜擺脫以往單純並能順利上位，兄弟之間的信任備受考驗，到舜領略到堯的真正心意時，一切已經無可挽救……

## 角色
| 演员     | 角色     | 备注 |
| 苗僑偉   | 譚頌堯   | 黑幫龍頭 譚信天之長子 譚頌舜之兄 患有癌症 在劉進奎和譚頌舜在果欄開槍對峙，中了子彈倒地，生死成謎(香港版結局) 在果欄對峙時，在劉進奎服從上司的安排下拘捕他(內地版結局) |
| 陳奕迅   | 譚頌舜   | 留學於美國 譚信天之幼子 譚頌堯之弟 得兄長臨終前交託黑幫業務(內地版結局)                                                                                               |
| 劉德華   | 劉進奎   | 警察中的督察 調查譚頌堯 信仔之上司 在果欄對峙後收到警司的安排而拘捕譚頌堯(內地版結局)                                                                                 |
| 黃奕     | 莊晴     | 譚頌堯的律師兼情人 張文華之昔日大學同學兼前情侶 |
| 黃日華   | 阿鬼     | 小鬼 老鬼之子 父親死後，由譚信天收養 譚頌堯之手下 到泰國負責保護譚頌舜但在槍戰中受重傷，被嚴國驅射殺而犧牲性命                                                        |
| 方平     | 嚴世九   | 九叔 嚴國驅之父 譚信天之手下，多年前因譚信天知道其販毒而自斬一隻手指，並把責任推給已被其殺害的手下老鬼 多年後買兇殺害譚信天 因譚頌堯佈局而被譚頌舜駕駛車輛意外撞死    |
| 湯鎮業   | 嚴國驅   | 嚴世九之子 父親死後，帶同喳咋去泰國追殺譚頌舜 在泰國被阿鬼與譚頌堯鎗傷，後被手下喳咋背叛並殺害                                                                        |
| 連偉健   | 喳咋     | 嚴世九與嚴國驅的手下 嚴世九死後，跟隨嚴國驅去泰國追殺譚頌舜 在泰國殺害被譚頌堯鎗傷嚴國駒，以取代嚴國駒的位置                                                          |
| 林家棟   | 信仔     | 警察中的沙展(警長) 劉進奎之手下 |
| 王志文   | 譚信天   | 黑幫龍頭 譚頌堯，譚頌舜之父 多年後被嚴世九買兇殺害 |
| 王青     | 何就     | 就叔 興隆企業的股東（叔父）之一 |
| 于榮光   | 張文華   | 警司 莊晴之昔日大學同學兼前情侶 劉進奎之上司 |
| 黃凱森   |          | |
| 金燕玲   | 譚信天妻 | 譚信天之妻 譚頌堯，譚頌舜之母 |
| 張兆輝   | 生果檔主 | |
| 司徒法正 | 師傅     | 道長 多年前為譚信天算命有二十年大運，同時為譚頌堯兄弟批掛叫「玄武門之變」（意指譚頌堯兄弟不分開，便會兄弟相殘），使譚信天把譚頌舜送住美國讀書                         |
| 林雪     | 老鬼     | 阿鬼之父親 嚴世九之手下（多年前） 被嚴世九殺死 |
| 李純恩   | 雷公     | 興隆企業的股東（叔父）之一 |
| 張穎康   | 警員     | 劉進奎之手下 信仔的同事 |
| 陳榮俊   | 警員     | 劉進奎之手下 信仔的同事 |

## 主題曲
《兄弟》

作曲: 陳奕迅

填詞: 劉德華

演唱: 劉德華、陳奕迅

## 各地電影分級制度
| 國家／地區     | 級別 |
| -------------- | ---- |
| 香港           | IIB  |
| 台灣           | 輔   |
| 新加坡         | PG   |
| 馬來西亞       | 18PL |
| 中华人民共和国 | 过审 |

## 獎項
| 頒獎典禮             | 獎項             | 名單                          | 結果 |
| -------------------- | ---------------- | ----------------------------- | ---- |
| 第27屆香港電影金像獎 | 最佳原創電影歌曲 | 《兄弟》 主唱：劉德華、陳奕迅 | 提名 |

## 票房
香港票房1124万港币，位列年度华语片第七位；中国大陆收入3538.5万人民币。

## 外部連結
- 映藝娛樂電影官方網站 - 兄弟（页面存档备份，存于）（繁體中文）
- 頭條日報相關網站 - 兄弟（繁體中文）
- MSN娛樂上《兄弟》的資料（繁體中文）

- 開眼電影網上《兄弟》的資料（繁體中文）
- 豆瓣电影上《兄弟之生死同盟》的資料 （简体中文）
- 时光网上《兄弟之生死同盟》的資料（简体中文）
- 香港影庫上《兄弟》的資料（繁體中文）
- 互联网电影数据库（IMDb）上《兄弟》的资料（英文）